# Anapanasati Sutta
Ānāpānasati Sutta är den 118:e sutran (pali sutta; sanskrit sutra) i  Majjhima Nikāya, den andra av de fem nikayor, eller samlingar, som ingår i Sutta-pitaka. Sutran ingår i nikayans tredje och avslutande del, Uparipaṇṇāsapāḷi, i vaggan Anupada Vagga och behandlar som framgår av namnet ingående ānāpānasati, tekniken för andning med  medveten närvaro. Det är en meditationsteknik som Buddha lärde ut i ett flertal sutror och en vanlig meditationsteknik inom olika grenar av buddhismen – tibetansk buddhism, Zen, Tiantai och  Theravadabuddhism – men även inom västerländska program för mindfulness. 

## Sutrans innehåll och struktur[1]
Ānāpānasati Sutta beskriver 16 steg i utövandet av medveten närvaro i andningen, grupperade i fyra tetrader. Respektive tetrad korresponderar till en av de fyra satipatthana som gäller medveten närvaro. Enligt den amerikanske buddhistmunken Thanissaro Bhikkhu är det denna sutra som innehåller de mest detaljerade instruktionerna för meditation i hela Palikanonen.
Förutom ett inledande samtal består sutran av kapitlen ”Medveten närvaro vid andning”, ”De fyra referensramarna” (satipatthana), ”De sju förutsättningarna för Uppvaknande” (bojjhanga) och ”Om sann kunskap och att släppa taget”. 

## Tidiga kommentarer om sutran

### Pali
Kommentarer finns i två verk, som båda tillskrivs den lärde munken Bhadantachariya Buddhaghosa som levde under 400-talet e.Kr och vars kommentarer haft ett stort inflytande inom Theravada-buddhismen. 
- Visuddhimagga innehåller kommentarer om de fyra tetraderna.
- Papañcasūdanī innehåller kommentarer om resten av sutran.[3]

Det finns också kommentarer i det tidigare verket Vimuttimagga (100 – 200 e. Kr.) om Anapanasati och i Patisambhidamagga, som ingår i Khuddaka Nikaya.

### Sanskrit
I kapitlen om Śrāvakabhūmi  i Yogācārabhūmi-śāstra, dvs. Yogacaras encyklopedi om yogautövande (cirka 300-350 e. Kr.) och i den buddhistiske munken och forskaren Vasubandhus Abhidharmakośa (400-500 e. Kr.) innehåller båda utvikningar om övningarna som beskrivs i Anapanasmrti sutta. 

### Kinesiska kommentarer
Den kinesiske buddhistmunken An Shigao översatte en version av Ānāpānasmṛti Sūtra till kinesiska (148-170 e. Kr.) med titeln Anban shouyi jing (安般守意經) tillsammans med flera andra texter om anapanasati. Utövandet av anapanasati var centralt i An Shigaos läroteser och både han och hans lärjungar skrev kommentarmaterial till sutran.

## Andra texter om anapanasati
Anapanasati finns utförligt behandlat i två av de nikayor, eller samlingar, som ingår i Suttapitaka, vilken är en av ”de tre korgarna” i Tipitaka. Dels i denna sutta, sutra nummer 118 i Majjhima Nikāya, dels i Samyutta Nikāya där det behandlas i den femte vaggan, Maha-vagga, Anapana-samyutta (kapitel 54). Tekniken behandlas också i Kayagata-sati Sutta, i Majjhima Nikayas sutra nummer 119, i Maha-satipatthana Sutta, i Digha Nikayas sutra nummer 22, Mahasatipaṭṭhāna Sutta och i Majjhima Nikayas sutra nummer 10, Satipatthana Sutta.

## Etymologi
Ānāpānasati kommer av "sati", som betyder mindfulness, och "ānāpāna" som härleds till inandning och utandning.
Sutran heter Ānāpānasati Sutta på pali, men Ānāpānasmṛti Sūtra på sanskrit), med betydelsen "Samtalet om andning med mindfulness".